# 鴨宮諒
鴨宮 諒（かもみや りょう、1962年3月23日 - ）は、日本の作曲家、編曲家、キーボーディスト。東京都新宿区出身。

## 概要
1980年代にピチカート・ファイヴのメンバーとして活動し、同時に作曲家として活動。脱退後も他音楽家への楽曲提供や、フジテレビ系列テレビドラマ『ナースのお仕事』をはじめとした各局のドラマ、テレビアニメなどのサウンドトラック制作など幅広く活動を行う。詳細は後述の来歴の節を参照のこと。
楽曲提供する音楽家においては、吉川ひなのや八代亜紀など幅が広い。吉川ひなのへの提供曲「ホットミルク」は、東宝映画『ドラえもん のび太の南海大冒険』の主題歌に採用された。

## 来歴
1984年にピチカート・ファイヴを結成し活動を開始させる。
1985年、はっぴいえんどの再結成ライブにコーラスとして参加後、同年のうちに細野晴臣主宰のレコードレーベルであるノン・スタンダードと契約した。この間2枚の12インチシングルを発表、コマーシャルソングなども制作。1986年にCBS・ソニーに移籍し、アルバムをリリースした。
1987年、ピチカート・ファイヴを脱退。以後、マンナやジ・エンド・オブ・ザ・ワールドなど数々の音楽ユニットを結成し活動。